# Danny Lee Clark
Danny Lee Clark (ur. 21 maja 1964 roku w Zoma w Japonii) – japoński aktor, scenarzysta, reżyser i producent telewizyjny oraz filmowy.

## Życiorys
Ma trzy siostry i dwóch braci. Występował na srebrnym ekranie jako Nitro w amerykańskim programie telewizyjnym Amerykańscy Gladiatorzy (American Gladiators, 1989–1992, 1994–1995). W latach 1994–1996 był gościem owego programu. Grał krótko z NFL i spędził dwa lata grając w Europie. Był zawodnikiem ustawionym za linią defensywną i pełnił rolę „kapitana” obrony podczas gry w futbol amerykański na Uniwersytecie Stanowym San José. Pojawił się w kinowej komedii fantasy Ze śmiercią jej do twarzy (Death Becomes Her, 1992) u boku Meryl Streep, Goldie Hawn i Bruce’a Willisa, a także wystąpił w sitcomie Świat według Bundych (Married... with Children, 1992). W 2003 wcielił się w postać Beara w niskobudżetowym filmie akcji Jednostka specjalna (Special Forces) w reżyserii Isaaca Florentine’a.

### Życie prywatne
Od października 1999 do 2004 roku był żonaty z aktorką i tancerkę Lindą Cevallos. Mają jednego syna Tylera (ur. 15 maja 1987). 

## Filmografia

### Obsada aktorska

#### Filmy kinowe
- 2003: Jednostka specjalna (Special Forces) jako Bear
- 2002: Equilibrium jako główny zamiatacz
- 2001: Knight Club jako bramkarz w lokalu
- 1996: Looking for Bruce jako Chris
- 1994: Niańki (Twin Sitters) jako snajper/gliniarz
- 1992: Ze śmiercią jej do twarzy (Death Becomes Her) jako ochroniarz Lisle
- 1990: Instant Karma jako Steve Elias
- 1989: Gra o wysoką stawkę (Worth Winning) jako gracz futbolu na przyjęciu

#### Filmy TV
- 1994: Wojownik z prerii (Cheyenne Warrior) jako Red Knife
- 1990: Dobra rodzinka (Thanksgiving Day) jako ogier w markecie

#### Seriale TV
- 2001: V.I.P.
- 1999: Strażnik Teksasu (Walker, Texas Ranger) jako John Tyler Blade
- 1996: Kalifornijskie marzenia (California Dreams) jako Samson
- 1995: Ellen jako Nitro
- 1992: Świat według Bundych (Married... with Children) jako Biff
- 1989–1992: Amerykańscy Gladiatorzy (American Gladiators) jako Nitro

### Scenariusz
- 2001: Pole garncarza (Potter's Field)
- 1998: Buddha Rain
- 1996: Looking for Bruce

### Reżyseria
- 1996: Looking for Bruce

### Producent
- 1996: Looking for Bruce